# Корнел Осира
Корнел Осира (на полски: Kornel Osyra) е полски футболист, който играе на поста централен защитник. Състезател на Ресовия Жешов.

## Кариера
На 19 октомври 2021 г. Осира подписва с отбора на Сандеця. Дебютира на 25 октомври при победата с 1:2 като гост на Стомил Олщин.

### Хебър
На 29 юни 2022 г. Корнел се присъединява към състава на Хебър. Прави дебюта си на 8 юли при победата с 0:1 като гост на Ботев (Пловдив).

## Национална кариера
На 31 август 2011 г. Осира дебютира за националния отбор на Полша до 19 г. в приятелски мач срещу националния отбор на Беларус до 19 г., спечелен от "дружина полска" с 3:1.

## Успехи
Медж Легница
- I Лига (1): 2017/18